# Frans van Eemeren
Frans Hendrik van Eemeren (Helmond, 7 april 1946) is een Nederlands neerlandicus; hij was hoogleraar argumentatietheorie aan de Universiteit van Amsterdam. Samen met Rob Grootendorst staat hij bekend als grondlegger van de pragma-dialectiek: een argumentatietheorie, die geïnspireerd is door het kritisch rationalisme van Karl Popper.
Van Eemeren studeerde Nederlandse taal- en letterkunde eind jaren zestig en begin jaren zeventig aan de Universiteit van Amsterdam. In 1982 promoveerde hij hier met Rob Grootendorst op het gezamenlijk proefschrift "Regels voor redelijke discussies". Van 1984 tot 2011 was hij hoogleraar taalbeheersing, argumentatietheorie en retorica aan de Universiteit van Amsterdam.
In 1979 was hij medeoprichter van het Tijdschrift voor taalbeheersing, en sindsdien zit hij in de redactie. In 2010 ontving Van Eemeren een eredoctoraat van de Universiteit della Svizzera Italiana uit Lugano.

## Publicaties
- 1978. Argumentatietheorie. Met Rob Grootendorst en Tjark Kruiger. Aula-boeken nr. 613. Utrecht : Het Spectrum.
- 1982. Regels voor redelijke discussies : een bijdrage tot de theoretische analyse van argumentatie ter oplossing van geschillen. Gezamenlijk proefschrift met Robert Grootendorst. Universiteit van Amsterdam. Dordrecht : Foris Publications Holland.
- 1992. Argumentation, communication, and fallacies. A pragma-dialectical perspective. Met Rob Grootendorst.
- 1996. Leren argumenteren met Vader en Zoon. Met Rob Grootendorst en Peter van Straaten.
- 2002. Strategisch manoeuvreren in argumentatieve teksten. Met Peter Houtlosser.
- 2006. Argumentatie. Met Francisca Snoeck Henkemans.
- 2010.  Strategic Maneuvering in Argumentative Discourse, Extending the Pragma-Dialectical Theory of Argumentation.